# Graham Withey
Graham Alfred Whitey (Bristol, 11 giugno 1960) è un ex calciatore inglese, di ruolo attaccante.

## Carriera
Dopo aver trascorso la stagione 1979-1980 con i semiprofessionisti del Welton Rovers gioca per 2 stagioni nel Bath City, che nell'estate del 1982 lo cede ai Bristol Rovers, club di terza divisione, con cui all'età di 22 anni alla sua prima stagione da professionista realizza 10 reti in 22 partite di campionato. A fine anno passa al Coventry City, club di prima divisione, con cui nella stagione 1983-1984 realizza 4 reti in 20 partite di campionato; l'anno seguente gioca ulteriori 2 partite in prima divisione per poi trasferirsi al Seiko SA, club della prima divisione di Hong Kong, con cui vince il campionato locale. Fa ritorno in patria dopo pochi mesi, per giocare in seconda divisione con il Cardiff City, dove rimane anche nella prima parte della stagione 1985-1986 (giocata in terza divisione in seguito alla retrocessione dell'anno precedente), per un totale di 7 reti in 27 partite di campionato. Fa quindi brevemente ritorno al Bath City, con cui conclude la stagione.
Nella stagione 1986-1987 gioca 2 partite in terza divisione con il Bristol City, per poi fare nuovamente ritorno al Bath City, dove rimane anche nella prima parte della stagione 1987-1988, che conclude giocando nei semiprofessionisti del Cheltenham Town. Nella stagione 1988-1989 ha la sua ultima esperienza nel calcio professionistico inglese, che consiste nel mettere a segno 2 reti in 9 presenze in Fourth Division con la maglia dell'Exeter City; gioca poi in Australia nel Brisbane City. Torna in patria dopo pochi mesi per accasarsi ai semiprofessionisti del Weymouth e, dopo un breve periodo, passare al Gloucester City, dove rimane fino al termine della stagione 1990-1991. Chiude la carriera nel 1997, dopo aver trascorso ulteriori 6 stagioni in vari club semiprofessionistici inglesi (tra cui ulteriori 4 stagioni nel Bath City, club con cui nell'arco di 5 diversi periodi ha giocato per più di 7 anni).

## Palmarès

### Club

#### Competizioni nazionali
- Hong Kong Premier League: 1

Seiko SA: 1983-1984

#### Competizioni regionali
- Midland Floodlit Cup: 1

Cheltenham Town: 1987-1988
- Gloucestershire FA Senior Professional Cup: 1

Gloucester City: 1990-1991